# Anno-tennis

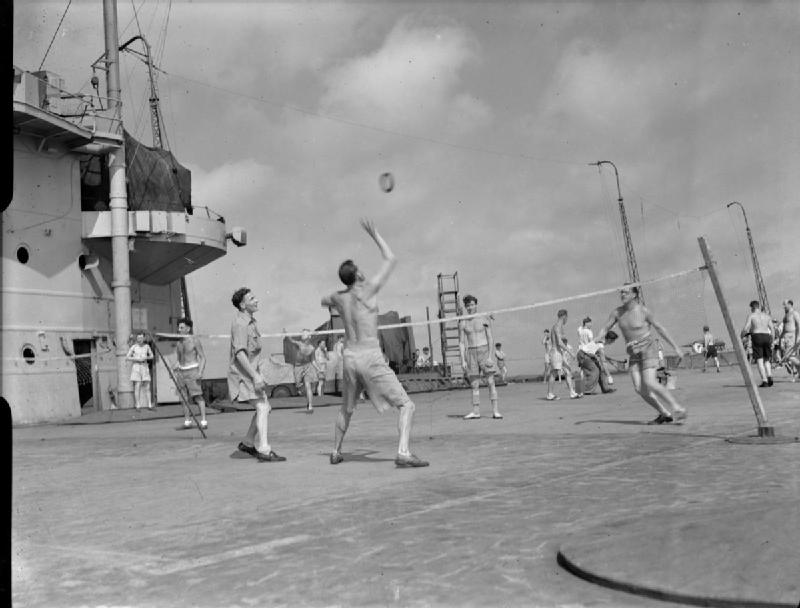
Marins de la Royal Navy, jouant à l'anno-tennis sur le pont de l' durant la Seconde Guerre mondiale.

L'anno-tennis (en anglais : Deck-tennis) est un sport fréquemment pratiqué sur les bateaux tels que le paquebot par ses passagers du fait de l'étroitesse du terrain.
Le sport a été standardisé et officialisé dans plusieurs pays sous des noms tels que « tennikoit » ou « ring tennis ».

## Composition et règles du jeu
Ce sport ressemble au tennis. Sur un terrain (3 à 4,60 m × 9,10 à 12,20 m), le joueur doit lancer un anneau en caoutchouc de 18 centimètres de diamètre au-dessus d'un filet (tendu à 1,52 m du sol) sans le toucher. Son adversaire doit attraper l'anneau avant qu'il touche le sol et doit le relancer sans changer de main ni de positions des pieds. Le joueur gagne un point quand l'anneau heurte le terrain de son adversaire, quand un anneau lancé par son adversaire touche le filet ou touche le sol en dehors des limites du terrain. Une ligne tracée à 90 centimètres du filet inclut une zone neutre qui est considérée hors du terrain (comme en volley-ball). On compte les points comme au tennis.

## Dans la culture populaire
Dans le film Jim l'excentrique de 1936, Robert Montgomery dans le rôle de Jim Crocker est représenté en train de jouer au jeu avec son rival Ralph Forbes dans le rôle du Lord Freddie Priory, sur le pont d'un paquebot.
En bande dessinée, dans la première planche de l'album Le Manitoba ne répond plus d'Hergé, en 1936, des passagers sont représentés jouant à l'anno-tennis. De même, dans le gag L'affaire du collier de 60 gags de Boule et Bill N° 6 de 1970, Boule et Pouf sont représentés en train d'y jouer.
Dans l'épisode Eaux troubles de la saison de la série télévisée Columbo de 1975, des passagers ainsi que Columbo sont aperçus y jouant.